# Стеница газивода
Стенице газиводе (лат. Gerridae) представљају фамилију која припада подреду стеница (Heteroptera). Захваљујући водоодбојним длачицама на крајевима другог и трећег пара ногу, могу да се крећу по површини воде, а да при томе не потону. На ногама поседују сензоре којима примају таласе који се у виду кругова простиру од плена који је упао у воду и на тај начин детектују положај плена. Настањују мирне воде и баре, а има и оних који живе на морској води.
У складу са класификацијом Gerridae као правих буба (тј., подред Heteroptera), стенице газиводе имају усне органе који су еволуирали за продирање и сисање, а разликују се по необичној способности да ходају по води, што их чини плеустонским (површинским) животињама. Анатомски су изграђене да пренесу своју тежину како би могли да трче по површини воде. Као резултат тога, вероватно би се могли наћи у било ком рибњаку, реци или језеру. Описано је преко 1700 врста стеница газивода, од којих је 10% морских.
Док су 90% припадника породице Gerridae слатководне бубе, океански Halobates чине породицу изузетном међу инсектима. Род Halobates је први пут интензивно проучаван између 1822. и 1883. када је Бучанан-Вајт сакупио неколико различитих врста током експедиције Челинџер. Отприлике у то време, Ешолц је открио три врсте Gerridae, скренувши пажњу на ове врсте, иако је мало о њиховој биологији било познато. Од тада, Gerridae се континуирано проучавају због њихове способности ходања по води и јединствених друштвених карактеристика. Мале стенице газиводе се често погрешно поистовећују са другим полуводеним бубама, Veliidae. Најдоследнија карактеристика која се користи за раздвајање ове две породице су разлике у унутрашњим гениталијама. Пошто унутрашње гениталије захтевају посебну обуку и алате за идентификацију, готово је немогуће разликовати припадника Gerridae од члана Veliidae на основу спољашњих визуелних знакова. Мора се проучити њихово станиште и понашање како би се правилно разликовали без гледања на њихову специфичну анатомију.

## Опис
Породицу Gerridae физички карактеришу хидрофугне длака, увлачиве преапикалне канџе и издужене ноге и тело.
Хидрофобне длаке су мале, хидрофобне микродлаке. То су ситне длачице са више од хиљаду микродлака по mm. Цело тело је прекривено овим длакама, пружајући газиводи отпорност на прскање или капи воде. Ове длаке одбијају воду, спречавајући да капи оптерећују тело.

### Величина
Ово су углавном мали инсекти дугих ногу и дужина тела већине врста је између 2 и 12 mm (0,08—0,47 in). Неколико је између 12 и 25 mm (0,47—0,98 in). Међу распрострањеним родовима, Водолија на северној хемисфери обухвата највеће врсте, које углавном прелазе 12 mm (0,47 in), барем међу женкама, и највеће врсте у просеку око 24 mmм (0,94 in). Женке су обично у просеку веће од мужјака своје врсте, али се чини да је то обрнуто код највећих врста, релативно слабо познатих Gigantometra gigas са потока у северном Вијетнаму и суседној јужној Кини. Припадници те врсте обично достижу дужину тела од око 36 mm (1,42 in) код мужјака без крила и 32 mm (1,26 in) код крилатих женки (међутим, крилати мужјаци су само у просеку незнатно већи од женки). Код ове врсте свака средња и задња нога могу премашити 10 cm (4 in).

### Антене
Газиводе имају две антене са по четири сегмента на свакој. Антенски сегменти су нумерисани од најближег према глави до најудаљенијег. Антене имају кратке, чврсте чекиње у сегменту III. Релативна дужина сегмената антена може помоћи да се идентификују јединствене врсте у оквиру породице Gerridae, али генерално, сегмент I је дужи и здепастији од преостала три. Комбинована четири сегмента обично нису дужа од дужине главе водене стенице.

### Крила
Неке стенице газиводе имају крила на дорзалној страни грудног коша, док друге врсте из Gerridae немају, посебно Halobates. Водене стенице доживљавају полиморфизам дужине крила који је утицао на њихову способност летења и еволуирао на филогенетски начин где су популације било дугокриле, диморфне или краткокриле. Диморфизам крила се састоји од летњих популација које развијају крила различите дужине од зимских популација унутар исте врсте. Станишта са бурнијим водама ће вероватно задржати инсекте са краћим крилима, док ће станишта са мирним водама вероватно имати дугокриле. То је због могућности оштећења крила и способности за распршивање.

## Еволуција
Cretogerris, из креде (алб) шарентески ћилибар из Француске, првобитно је предложен да је стеница газивода. Међутим, касније је интерпретиран као неодређени члан Gerroidea. Морфолошки су слични неповезаном припадник рода Chresmoda, загонетном роду инсеката познатог од касне јуре до средње креде са вероватно сличним начином живота.

## Природа способности ходања по води
Стенице газиводе су у стању да ходају по води захваљујући комбинацији неколико фактора. Оне користе висок површински напон воде и дугачке, хидрофобне ноге како би им помогли да остану изнад воде. Врсте рода Gerridae користе овај површински напон у своју корист захваљујући својим високо прилагођеним ногама и распоређеној тежини.
Ноге стеница газивода су дугачке и витке, што омогућава да се њихова тежина тела распореди на велику површину. Ноге су јаке, али имају флексибилност која омогућава стеницама газиводама да задрже своју тежину равномерно распоређену и да теку уз кретање воде. Хидрофугирајуће длаке облажу површину тела стенице газивода. Постоји неколико хиљада длака по квадратном милиметру, што обезбеђује тело хидрофугирања које спречава влажење од таласа, кише или прскања, што би могло да спречи њихову способност да задрже цело тело изнад површине воде ако се вода заглави и оптерети тело. Ова позиција држања већине тела изнад површине воде назива се епиплеустонски положај, што је дефинитивна карактеристика водених газача. Ако би тело стеница газивода случајно потопило, на пример великим таласом, мале длачице би заробиле ваздух. Сићушни ваздушни мехурићи по целом телу делују као узгон и поново доводе инсекат на површину, а истовремено обезбеђују ваздушне мехуриће за дисање под водом. Упркос њиховом успеху у превазилажењу потапања у воду, међутим, стенице газиводе нису толико компетентни на нафти, и експериментално изливање нафте сугерисало је да нафта просута у слатководним системима може довести до непокретности и смрти стеница газивода.
Мале длаке на ногама обезбеђују и хидрофобну површину као и већу површину за ширење своје тежине по води. Средње ноге које се користе за веслање имају посебно добро развијене рубне длаке на тибији и тарзусу које помажу у повећању кретања кроз способност потиска. Задњи пар ногу се користи за управљање. Када започне завеслај, средњи тарси ових стеница се брзо притискају надоле и уназад да би се створио кружни површински талас у коме се гребен може користити за покретање потиска напред. Полукружни талас који се ствара је од суштинског значаја за способност стенице газиводе да се брзо креће, јер делује као сила против гурања. Као резултат тога, стеница газивода се често крећу брзином од 1 метар у секунди или брже.

## Животни циклус
Стенице газиводе углавном полажу своја јаја на потопљене стене или вегетацију користећи желатинозну супстанцу као лепак. Гравидне женке носе између два и двадесет јаја. Јаја су кремасто бела или провидна, али постају светло наранџаста.
Стенице газиводе пролазе кроз стадијум јајета, пет стадијума нимфалних облика, а затим стадијум одрасле јединке. Трајање стадијума развића стенице газиводе је у великој корелацији током периода ларве. То значи да јадинке имају тенденцију да се развијају истом брзином током сваке фазе. Сваки стадијум нимфе траје 7–10 дана, и стеница газивода се лиња, одбацујући своју стару кутикулу кроз шав у облику слова „Y” дорзално на глави и грудном кошу. Нимфе су веома сличне одраслима по понашању и исхрани, али су мање (дужине 1 ), блеђе и немају диференцијацију у тарзалним и гениталним сегментима. Потребно је отприлике 60 до 70 дана да стеница газивода достигне одрасло доба, иако је утврђено да је ова стопа развоја у великој корелацији са температуром воде у којој се налазе јаја.

## Екологија

### Станиште
| Родови породице | Број поморских врста | бочати | неритски | океански |
| --------------- | -------------------- | ------ | -------- | -------- |
|                 | 4                    | Да     | Да       | Не       |
| група 1         | 39                   | Да     | Да       | Не       |
| група 2         | 7                    | Не     | Не       | Да       |
|                 | 1                    | Не     | Да       | Не       |
|                 | 1                    | Да     | Не       | Не       |
|                 | 6                    | Да     | Да       | Не       |

Стенице газиводе углавном насељавају површине мирних вода. Већина њих насељава слатководна подручја, са изузетком Asclepios, Halobates, Stenobates и неколико других родова, који насељавају морске воде. Морске врсте су углавном приобалне, али неколико Halobates живи на мору (океанске) и једини су инсекти овог станишта. Gerridae преферирају окружење богато инсектима или зоопланктоном и оно које садржи стене или биљке на које одлажу јаја. Проучавањем распрострањености стеница газивода у различитим срединама изведен је закључак да оне највише преферирају воду око 25 °C (77 °F). Свака температура воде нижа од 22 °C (72 °F) је неповољна. Ово је вероватно због чињенице да стопе развоја младих зависе од температуре. Што су околне воде хладније, развој младих је спорији. Истакнути родови Gerridae присутни су у Европи, бившем Совјетском Савезу, Канади, САД, Јужној Африци, Јужној Америци, Аустралији, Кини и Малезији. Ови инсекти још увек нису идентификовани у водама Новог Зеланда.